# Neodarwinisme
Neodarwinisme is Darwinisme gecombineerd met de erfelijkheidsleer van Gregor Mendel (Mendelse genetica) en de populatiegenetica. De centrale opvatting binnen het neodarwinisme is dat de combinatie van mutatie en natuurlijke selectie de drijvende kracht is achter evolutie.
De redenering is als volgt: organismen geven genen door aan hun nakomelingen, daarbij worden genen zo nauwkeurig mogelijk gekopieerd. Hierbij worden af en toe fouten gemaakt: mutaties. Door een mutatie ontstaat een allel van een nieuw gen. Deze genen kunnen ook worden doorgegeven aan de nakomelingen, waardoor een mutatie zich in een populatie kan verspreiden. Natuurlijke selectie gaat de verspreiding van een mutatie in een populatie tegen of bevordert die. Wanneer binnen een populatie de relatieve frequentie van het gen toeneemt, is er per definitie sprake van evolutie.
Ook wel: Moderne synthese